# Homo faber
Homo faber (в переводе с латыни «человек творящий» по отношению к человеку в смысле «мудрый») — философская концепция, сформулированная Ханной Арендт и Максом Шелером, описывающая человека, контролирующего внешний мир с помощью инструментов. Анри Бергсон также использовал это понятие в работе «Творческая Эволюция» (1907), определяя интеллект, в первоначальном смысле, как «способность создавать искусственные объекты, в особенности инструменты для создания инструментов, и бесконечно разнообразить их производство.»
Ханна Арендт в своей работе «Vita activa, или О деятельности жизни» различает создание (изготовление) и труд (работу), подчеркивая новоевропейское разделение на производительный и непроизводительный труд соответственно. Непроизводительный труд, да и труд вообще, отличается тем, что не оставляет после себя ничего объективно осязаемого и результат этого труда недолговечен, в связи с чем мы можем говорить о трудящемся животном (Animal Laborans), который связан с трудом (работой) как с жизненной потребностью. Homo Faber (пр. ремесленник или художник) человек создающий и связан как раз таки с производительным трудом. Если Animal Laborans ничего не создают, но пользуются изготовленным для облегчения собственного бремени, то есть используют труд ради продолжения своего существования, то Homo Faber задумывает и изобретает эти предметы для создания мира вещей, иначе говоря, занимается созданием нового "неприродного мира", а не добыванием средств к существованию.
Несмотря на то, что термин Homo faber создан в стиле латинской биноминальной номенклатуры, используемой в биологии для поименования видов, он не является названием какого-либо особого вида человека с точки зрения биологии и не используется в современном научном дискурсе.
В древнеримской литературе Аппий Клавдий Цек использует этот термин в своём труде Sententiæ, обозначая им способность человека контролировать свою судьбу и своё окружение: Homo faber suæ quisque fortunæ («Каждый человек сам творец своей судьбы»).
В антропологии Homo faber как «человек творящий» противопоставляется Homo ludens, «человеку играющему», сконцентрированному на развлечениях, юморе и свободном времяпрепровождении.
Понятие Homo faber может быть также использовано как противоположность или сравнение с deus faber («бог творящий»), архетипом которого являются боги-кузнецы, например, Гефест.
«Homo Faber» — также название романа швейцарского писателя Макса Фриша, опубликованного в 1957. По этому роману режиссёр Фолькер Шлёндорф в 1991 году поставил фильм «Путешественник» с Сэмом Шепардом в роли Вальтера Фабера и Жюли Дельпи в роли Забет.
В романе «451 градус по Фаренгейту» Рэя Брэдбери, изданном в 1953 году, персонаж по имени Фабер конструирует миниатюрный приемопередатчик, похожий на слуховой аппарат, для экстренной связи, чтобы направлять мысли и действия главного героя книги, Гая Монтэга.